# مصطفى النشار
مصطفى النشار مفكر وفيلسوف مصري معاصر. أستاذ الفلسفة بكلية الآداب، جامعة القاهرة، ورئيس الجمعية الفلسفية المصرية.

## حياته وتعليمه
ولد في الثلاثين من سبتمبر 1953م بقرية شوبر – مركز طنطا بمحافظة الغربية بجمهورية مصر العربية.
تلقى تعليمه الإلزامي من الابتدائي حتى الثانوي بطنطا، ثم التحق وتخرج من كلية الآداب بجامعة القاهرة – قسم الفلسفة عام 1975 بتقدير عام ممتاز. حصل على درجة الماجستير في الفلسفة في موضوع بعنوان «فكرة الألوهية عند أفلاطون» بتقدير ممتازعام 1980م، كما حصل على الدكتوراة في الفلسفة اليونانية عن نظرية العلم الآرسطية بمرتبة الشرف الأولى من نفس الجامعة عام 1985م

## حياته العملية
تدرج في سلك التدريس بجامعة القاهرة حتى حصل على الأستاذية عام 1997م، وعمل في ثنايا ذلك معارا بجامعة الإمارات العربية المتحدة لمدة ست سنوات متصلة (1986-1994م)، وقد تولى بعد عودته للقاهرة العديد من المناصب الإدارية حيث أصبح رائدا للنشاط الثقافي بالكلية ثم رائدا لاتحاد الطلاب ومشرفا على الأنشطة الطلابية (1994- 2003م)، ورأس قسم الفلسفة لعدة سنوات بين عامى 2002 و2014م، كما تولى عمادة كلية التربية – جامعة القاهرة ببنى سويف بين عامي 2002 و2005م، ثم عمادة كلية العلوم الاجتماعية بجامعة 6 أكتوبر بين عامي 2005 و2007، ثم عمادة كلية رياض الأطفال لمدة أربع سنوات من 2007 حتى 2011م. وقد ترك بصمات مميزة في هذه الكليات التي تولى عمادتها، حيث طور برامجها الدراسية في مرحلتى الليسانس والبكالوريوس والدراسات العليا فتحولت جميعا إلى نظام الساعات المعتمدة، فضلا عن إنشاء برامج جديدة مواكبة للتطورات المعاصرة في التخصصات المختلفة، وقد أسس في هذه الكليات المؤتمر العلمي السنوى والمجلة العلمية لكل منها، كما أسس في الأولى ثلاث وحدات ومراكزذات طابع خاص لنشر الثقافة التربوية في المجتمع، وقام بتفعيل وتطويرنشاط مركز الدراسات التربوية بالثالثة.

## عن أعماله وإسهاماته
للدكتور مصطفى النشار أكثر من خمسين مؤلفا علميا في مجالات الفلسفة المختلفة وخاصة في الفلسفة اليونانية والفكر المصري القديم، وقد شغل في السنوات الأخيرة بقضايا الفكر المعاصر وخاصة قضية العولمة والهوية الثقافية وقضية حوار الحضارات وقضايا التعليم والمواطنة والمشاركة السياسية والعلاج بالفلسفة. ومن أبرز اسهاماته الفكرية رد الفلسفة اليونانية إلى مصادرها الشرقية وتأكيده على الأصل المصري للفلسفة عموما والفلسفة اليونانية على وجه الخصوص وقد أعلن رؤيته لذلك منذ بحثه المعنون ب«المعجزة اليونانية بين الحقيقة والخيال» وكتابيه «نحو تأريخ جديد للفلسفة القديمة» (1992) و«نحو تأريخ عربي للفلسفة» (1993) وقد طبق رؤيته الفكرية تلك في تأريخه للفلسفة اليونانية الذي صدر في خمس مجلدات تحت عنوان «تاريخ الفلسفة اليونانية من منظور شرقى». وكان له فضل التركيز على ابراز دور مصر في تاريخ الفلسفة وبدا ذلك في مؤلفاته: الفكر الفلسفي في مصر القديمة والخطاب السياسي في مصر القديمة وسلسلة أعلام التراث الفلسفي المصري (3 كتب عن: ذو النون المصري – رائد التصوف الإسلامي، على بن رضوان – وفلسفته النقدية، زكي نجيب محمود- والحوار الأخير)، وكتاب «رواد التجديد في الفلسفة المصرية المعاصرة في القرن العشرين».
وقد أسهم النشار في ادخال الفلسفة التطبيقية إلى الدراسات الفلسفية المصرية من خلال عقد المؤتمرات والندوات العلمية الدولية والمحلية منذ عام 2004م، ومن الكتاب الذي حرره ونشره بعنوان «الفلسفة التطبيقية – الفلسفة لخدمة قضايانا القومية في ظل التحديات المعاصرة»(2006م)، وكذلك من خلال مؤلفاته في فلسفة التاريخ وفلسفة التعليم وفلسفة الحضارة وفلسفة الثقافة والنقد الثقافي وفلسفة السياسة وفلسفة المستقبل. كما أسس دبلوم الفلسفة التطبيقية في الدراسات العليا لقسم الفلسفة وكذلك برنامج ليسانس كامل عن الفلسفة النظرية والتطبيقية في اطار التعليم المفتوح بجامعة القاهرة.
ويعد النشارالنشار من أبرز المدافعين عن الهوية المصرية والعربية والإسلامية ضد العولمة التي وصفها في كتابه «ضد العولمة» (1998) بالهيمنة على العالم ثقافيا واقتصاديا واجتماعيا وسياسيا وأكد على أن المقصود بها في الأساس «غربنة العالم وأمركته»، وفي ذات السياق كشف النشارالنشار في كتابه«مابعد العولمة»(2003م) عن أن العولمة مجرد مرحلة تاريخية ستنتهي بسقوط الإمبراطورية الأمريكية فيما بين 2020و2030م وتنبأ بأن الصين وشرق أسيا ستقود الركب الحضاري ودعا العالمين العربي والإسلام للاستعداد من الآن لهذه المرحلة بمد جذور التعاون مع هذه الدول في الوقت الذي حذرهم فيه من سطوة الهيمنة الأمريكية والاوربية على العالم الآن، ومن الخضوع للإرادة الغربية بدعوى حوار الحضارات لأن الحقيقة أن الغربيين لايؤمنون بالتكافؤ الحضارى وانما يؤمنون منذ فجر تاريخهم «بأن الحرب هي أب للجميع وملك على الجميع كما قال هيراقليطس منذ القرن السادس قبل الميلاد».

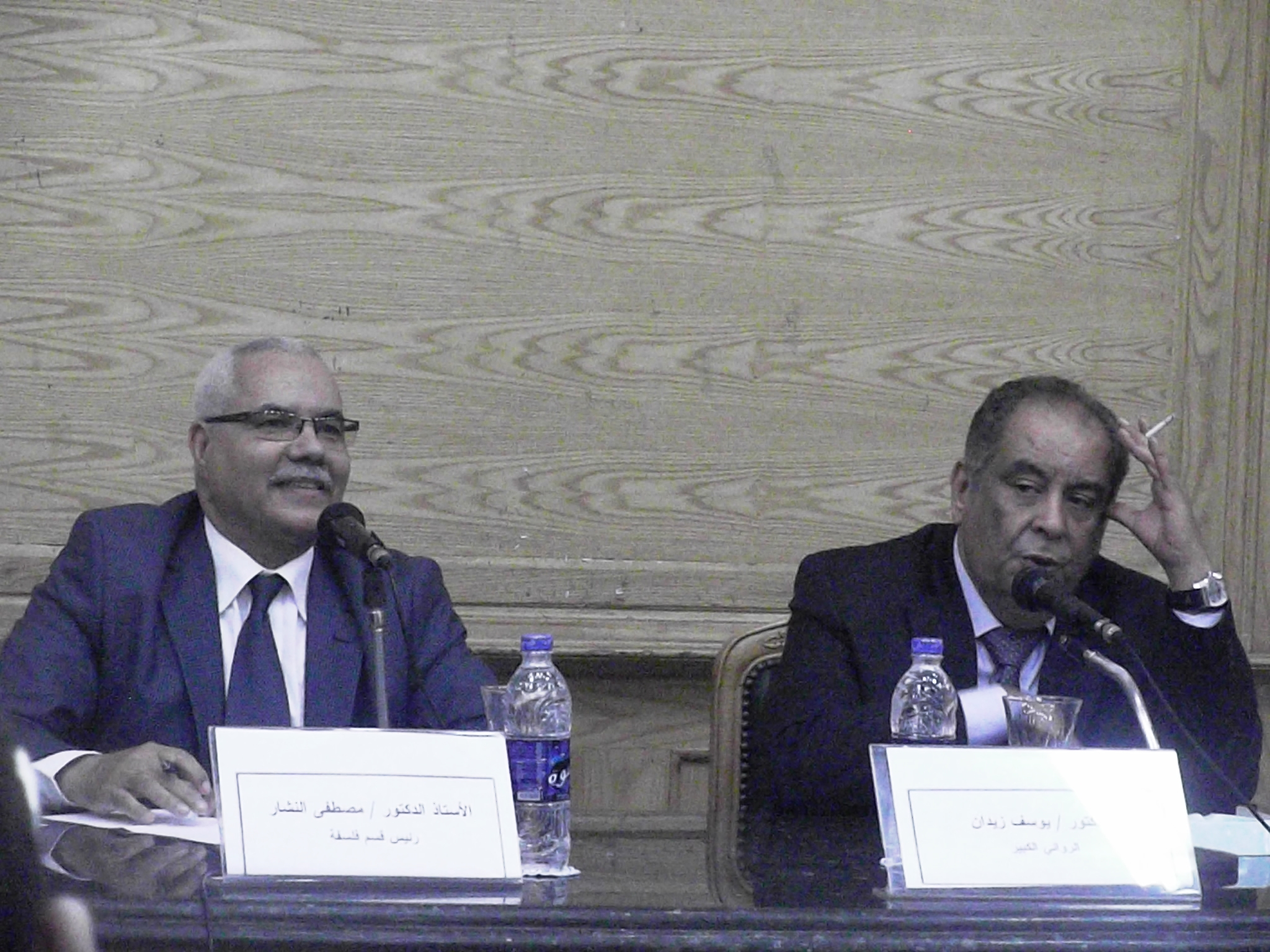
الدكتور مصطفى النشار بصحبة الروائي الدكتور يوسف زيدان بإحدى الندوات.

وقد حاول النشار في كتابه «في فلسفة الثقافة»(1998م) بلورة رؤية مستقلة عن ماهية الثقافة المتحضرة بعيدا عن المعايير الغربية للتحضر، مميزا بين ثقافة التقدم وثقافة التخلف
وأكد على أن التقدم لا يصح أن يقترن فقط بالثراء والتقدم المادى والتقنى وعلى أن أفقر الشعوب قد تكون أكثر تحضرا ورقيا في أخلاقها وعقائدها الدينية وفي حياتها الاجتماعية والسياسية والاقتصادية بعيدا عن النموذج الغربى.كما أكد على أنه بامكان الدول أن تنتقل بشعوبها من ثقافة التخلف إلى ثقافة التقدم والتنمية المستقلة عبر محو الأمية ونظام تعليمى حر ومبدع وثقافة تمزج بين قيم الأصالة وأليات المعاصرة. وقد قدم الدكتور النشار في كتابه الأهم «الأورجانون العربي للمستقبل» رؤية متكاملة تتجاوز المشاريع الفكرية العربية المعاصرة الداعية إلى المزج بين الأصالة والمعاصرة، ركز فيه كما فعل فرنسيس بيكون الفيلسوف الانجليزى الشهير على نقد أوهام الفكر العربي مبينا أسباب التخلف وعوائق التقدم التي حصرها في عشر نقاط هي: غياب ارادة التقدم والتخلف الاجتماعي وغياب العدالة والنظام وانهيار سلم القيم العربية وغلبة الأقوال على الأفعال واهدار طاقات الشباب وعرقلة حركة الأجيال وعدم الإحساس بالوقت وقيمة الزمن واهمال اللغة العربية في الدرس والبحث العلمي وأخيرا تدنى مكانة المفكرين والعلماء العرب، ثم بنى على ذلك رؤيته المتكاملة لركائز النهوض التي لخصها في خمس هي: بناء نظام تربوى وتعليمى جديد – النهوض بالبحث العلمي- التحول إلى عصر مجتمع واقتصاد المعرفة – إصلاح وتحديث الخطاب الديني – تحقيق طفرة نهضوية وحدوية على الصعيدين السياسى والاقتصادي.
ولم يتوقف النشار عند هذا الجهد النظرى والأكاديمى، بل حاول النزول بأرائه وأفكاره إلى الناس من خلال تبسيط ونشر مبادئ التفكير الفلسفي والعلمي ليس فقط عبر مؤلفاته في هذا المجال مثل «فلاسفة أيقظوا العالم»(1988م) و«مدخل جديد إلى الفلسفة»(1997م)و«التفكير العلمي: المهارات وتطبيقاتها»(2011م) و«التفكير الفلسفي: الأسس والمهارات وتطبيقاتها»(2013م)، بل أيضا عبر مقالاته في صحيفة الأهرام أهم وأوسع الصحف المصرية انتشارا وبعض الصحف والمجلات المصرية والعربية وعبر مشاركاته في الندوات والمؤتمرات الفكرية المتنوعة. وللدكتور النشار مساهماته في التأليف الفلسفي للمراحل التعليمية قبل الجامعية حيث شارك في وضع وثيقة المواد الفلسفية وتأليف كتابى «التفكير الفلسفي» و«التفكير المنطقي» للصف الثالث الثانوي بدولة الإمارات العربية المتحدة (1993-1994م)، وكذلك ساهم في رسم سياسات إعادة هيكلة نظام التعليم الثانوي ووضع وثيقة تطوير المواد الفلسفية في مصر (2010-2011م) ثم شارك في تأليف «مبادئ التفكير الفلسفي والعلمي للصف الأول الثاني»(2013-2014م)، وأشرف على وضع ومراجعة مناهج التربية القومية للثانوي العام (2012-2014م).كما ساهم في تطوير كليات التربية المصرية من خلال مشاركته في اللجنة القومية لتطوير كليات التربية (2003-2005) كما وضع لوائح أقسام الفلسفة فيها والتوصيف الكامل لهذه المقررات في نفس الفترة.
ولاتزال جهود الدكتور النشار في نشر وتحديث البرامج الفلسفية في الجامعات والمدارس المصرية مستمرة حيث أسس مؤخرا مركزا للدراسات الفلسفية وكذلك أنشأ دبلوما للفلسفة الإسلامية والغربية بكلية الآداب بجامعة القاهرة (2013-2014م) وهو بصدد إنشاء دبلوم للفلسفة السياسية كأحد برامج الدراسات العليا بالتعليم المفتوح بنفس الجامعة.

## المؤلفات والأبحاث العلمية

### الكتب
1. فكرة الألوهية عند أفلاطون وأثرها في الفلسفة الإسلامية والغربية:
الطبعة الأولى بدار التنوير ببيروت 1984م.
الطبعة الثانية عن مكتبة مدبولي بالقاهرة 1988م.
الطبعة الثالثة عن مكتبة الأنجلو المصرية بالقاهرة 1997م.
الطبعة الرابعة عن الدار المصرية السعودية للطباعة والنشر والتوزيع بالقاهرة 2005 م.
2. نظرية المعرفة عند أرسطو:
الطبعة الأولى بدار المعارف بالقاهرة 1985م.
الطبعة الثانية والثالثة عن نفس الدار عامي # 1997 م.
الطبعة الرابعة عن دار قباء للطباعة والنشر والتوزيع بالقاهرة 2000 م.
3. نظرية العلم الأرسطية – دراسة في منطق المعرفة العلمية عند أرسطو:
الطبعة الأولى عن دار المعارف بالقاهرة 1986م.
الطبعة الثانية عن نفس الدار 1995 م.
الطبعة الثالثة عن دار الثقافة العربية بالقاهرة 2000 م.
4. فلاسفة أيقظوا العالم:
الطبعة الأولى عن دار الثقافة للنشر والتوزيع بالقاهرة 1988 م.
الطبعة الثانية عن دار الكتاب الجامعي بالعين بدولة الإمارات العربية 1990م.
الطبعة الثالثة عن دار قباء للطباعة والنشر والتوزيع بالقاهرة 1998م.
5. نحو رؤية جديدة للتأريخ الفلسفي باللغة العربية:
الطبعة الأولى عن وكالة زووم برس للإعلام بالقاهرة 1995 م.
الطبعة الثانية بعنوان «نحو تأريخ عربي للفلسفة» عن دار قباء بالقاهرة 2001م.
6. نحو تأريخ جديد للفلسفة القديمة – دراسات في الفلسفة المصرية واليونانية:
الطبعة الأولى عن وكالة زووم برس للإعلام بالقاهرة 1992 م.
الطبعة الثانية عن مكتبة الانجلو المصرية بالقاهرة 1997 م.
7. مدرسة الإسكندرية الفلسفية بين التراث الشرقي والفلسفة اليونانية:
الطبعة الأولى عن دار المعارف بالقاهرة 1995 م.
8. فلسفة التاريخ – معناها ومذاهبها:
الطبعة الأولى عن وكالة زووم برس للإعلام بالقاهرة 1995 م.
9. التفكير الفلسفي للصف الثالث الثانوي الأدبي (بالاشتراك):

```
صدر عن وزارة التربية والتعليم بدولة الإمارات العربية المتحدة، نشرته دار الغرير للطباعة والنشر– دبي 1995 م.
```

1. التفكير المنطقي للصف الثالث الثانوي الأدبي (بالاشتراك):

```
صدر عن وزارة التربية والتعليم بدولة الإمارات العربية المتحدة، نشرته دار الغرير للطباعة والنشر – دبي 1995 م.
```

1. مكانة المرأة في فلسفة أفلاطون– قراءة في محاورتي «الجمهورية والقوانين»:
الطبعة الأولى عن دار قباء للطباعة والنشر والتوزيع بالقاهرة 1997 م.
الطبعة الثانية عن نفس الدار 2001 م.
2. من التاريخ إلى فلسفة التاريخ – قراءة في الفكر التاريخي عند اليونان:
الطبعة الأولى عن دار قباء الحديثة للطباعة والنشر والتوزيع بالقاهرة 1997م.
الطبعة الثانية عن دار قباء للطباعة والنشر والتوزيع بالقاهرة 2007 م.
3. المصادر الشرقية للفلسفة اليونانية:
الطبعة الأولى عن دار قباء للطباعة والنشر والتوزيع بالقاهرة 1997م.
الطبعة الثانية عن دار قباء الحديثة للطباعة والنشر والتوزيع بالقاهرة 2007م.
4. مدخل لقراءة الفكر الفلسفي عند اليونان:
الطبعة الأولى عن دار قباء للطباعة والنشر والتوزيع بالقاهرة 1997 م.
5. مدخل جديد إلى الفلسفة:
الطبعة الأولى عن دار قباء للطباعة والنشر والتوزيع بالقاهرة 1998 م.
الطبعة الثانية عن نفس الدار 2003م.
الطبعة الثالثة عن الدار المصرية السعودية للطباعة والنشر والتوزيع بالقاهرة 2004 م بعنوان «مدخل إلى الفلسفة».
الطبعة الرابعة عن دار قباء الحديثة للطباعة والنشر والتوزيع تحت عنوان «مدخل إلى الفلسفة النظرية والتطبيقية» 2008 م.
6. الخطاب السياسي في مصر القديمة:
الطبعة الأولى عن دار قباء للطباعة والنشر والتوزيع بالقاهـرة 1998.
7. تاريخ الفلسفة اليونانية من منظور شرقي (الجزء الأول) السابقون على السوفسطائيين:
الطبعة الأولى عن دار قباء للطباعة والنشر والتوزيع بالقاهرة 1998م.
الطبعة الثانية عن نفس الدار بالقاهرة 2004م.
الطبعة الثالثة عن نفس الدار 2006 م.
الطبعة الرابعة عن دار قباء الحديثة للطباعة والنشر والتوزيع بالقاهرة 2007 م.
8. ضد العولمة:
الطبعة الأولى عن دار قباء للطباعة والنشر والتوزيع بالقاهرة 1999 م.
الطبعة الثانية عن نفس الدار 2001 م.
9. في فلسفة الثقافة:
الطبعة الأولى عن دار قباء للطباعة والنشر والتوزيع بالقاهرة 1999 م.
الطبعة الثانية عن الدار المصرية السعودية للطباعة والنشر والتوزيع بالقاهرة 2012م.
10. تطور الفكر السياسي القديم من صولون إلى ابن خلدون:
الطبعة الأولى عن دار قباء للطباعة والنشر والتوزيع بالقاهرة 1999م.
الطبعة الثانية عن الدار المصرية السعودية للطباعة والنشر والتوزيع بالقاهرة 2005 م بعنوان «تطور الفلسفة السياسية من صولون إلى ابن خلدون».
11. تاريخ الفلسفة القديمة من منظور شرقي (الجزء الثاني) السوفسطائيون – سقراط – أفلاطون:
الطبعة الأولى عن دار قباء للطباعة والنشر والتوزيع بالقاهرة 2000م.
الطبعة الثانية عن نفس الدار 2004 م.
الطبعة الثالثة عن نفس الدار 2006م.
الطبعة الرابعة عن دار قباء الحديثة للطباعة والنشر والتوزيع 2007 م.
12. بين قرنين – معا إلى الألفية السابعة:
الطبعة الأولى عن دار قباء للطباعة والنشر والتوزيع بالقاهرة 2000 م.
13. رواد التجديد في الفلسفة المصرية المعاصرة في القرن العشرين:
الطبعة الأولى عن دار قباء للطباعة والنشر والتوزيع بالقاهرة 2002 م.
الطبعة الثانية عن دار قباء الحديثة للطباعة والنشر والتوزيع 2006 م.
14. أرسطو طاليس – حياته وفلسفته:
الطبعة الأولى عن دار الثقافة العربية، القاهرة 2002 م.
15. أعلام التراث الفلسفي المصري (1) ذو النون المصري – رائد التصوف الإسلامي:
الطبعة الأولى عن دار قباء للطباعة والنشر والتوزيع بالقاهرة 2002م.
16. أعلام التراث الفلسفي المصري (2) على بن رضوان وفلسفته النقدية:
الطبعة الأولى عن دار قباء للطباعة والنشر بالقاهرة 2003 م.
17. أعلام التراث الفلسفي المصري (3) زكي نجيب محمود والحوار الأخير:
الطبعة الأولى عن دار قباء للطباعة والنشر والتوزيع بالقاهرة 2003م.
18. ما بعد العولمة – قراءة لمستقبل التفاعل الحضاري:
الطبعة الأولى عن دار قباء للطباعة والنشر والتوزيع بالقاهرة 2003 م.
الطبعة الثانية عن دار قباء الحديثة للطباعة والنشر والتوزيع بالقاهرة 2007م.
19. حقوق الإنسان بين الخطاب النظري والواقع العملي:
الطبعة الأولى عن الدار المصرية السعودية للنشر والتوزيع بالقاهرة 2004م.
20. الفكر الفلسفي في مصر القديمة:
الطبعة الأولى عن الدار المصرية السعودية للنشر والتوزيع بالقاهرة 2004م.
21. ثقافة التقدم وتحديث مصر:
الطبعة الأولى عن الدار المصرية السعودية للنشر والتوزيع بالقاهرة 2004 م.
22. «الفلسفة التطبيقية – الفلسفة لخدمة قضايانا القومية في ظل التحديات المعاصرة: (تحرير)»
الطبعة الأولى عن الدار المصرية السعودية للنشر والتوزيع بالقاهرة 2005م.
23. فلسفة أرسطو والمدارس المتأخرة:
الطبعة الأولى عن دار الثقافة العربية بالقاهرة 2005 م.
الطبعة الثانية عن دار الثقافة العربية بالقاهرة 2006 م.
الطبعة الثالثة عن دار الثقافة العربية بالقاهرة 2007 م.
الطبعة الرابعة عن دار الثقافة العربية بالقاهرة 2008 م.
24. التفكير العلمي – الأسس والمهارات: (بالاشتراك)
الطبعة الأولى عن وحدة المطبوعات بكلية الآداب – جامعة القاهرة 2005م.
الطبعة الثانية عن وحدة المطبوعات بكلية الآداب – جامعة القاهرة 2006م.
الطبعة الثالثة عن وحدة المطبوعات بكلية الآداب – جامعة القاهرة 2007م.
25. في فلسفة الحضارة – جدل الأنا والآخر – نحو بناء حضارة إنسانية واحدة:
الطبعة الأولى عن دار قباء الحديثة للطباعة والنشر والتوزيع بالقاهرة 2006 م.
26. الحرية والديمقراطية والمواطنة – قراءة في فلسفة أرسطو السياسية:
الطبعة الأولى عن دار قباء الحديثة للطباعة والنشر والتوزيع بالقاهرة 2008م.
27. في فلسفة التعليم – نحو إصلاح الفكر التربوي العربي للقرن الحادي والعشرين:
الطبعة الأولى عن دار قباء الحديثة للطباعة والنشر والتوزيع بالقاهرة 2008م.
28. العلاج بالفلسفة – بحوث ومقالات في الفلسفة التطبيقية وفلسفة الفعل:
الطبعة الأولى عن الدار المصرية السعودية للطباعة والنشر والتوزيع بالقاهرة 2010م.
29. الإنسان والحكمة والسعادة في الفلسفة اليونانية:
الطبعة الأولى عن الدار المصرية السعودية للطباعة والنشر والتوزيع بالقاهرة 2010م.
30. مدخل إلى الفلسفة السياسية والاجتماعية:
الطبعة الأولى عن دار المسيرة للنشر والتوزيع والطباعة بالأردن-عمان2011م.
31. تاريخ العلم عند العرب:
الطبعة الأولى عن دار المسيرة للنشر والتوزيع والطباعة بالأردن- عمان 2011م.
32. التفكير العلمي والتفكير الناقد- الأسس- المهارات وتطبيقاتها (بالاشتراك):
الطبعة الأولى بالقاهرة –بدون دار نشر 2011م.
33. أعلام الفلسفة – حياتهم ومذاهبهم:
الطبعة الأولى عن دار المسيرة للنشر والتوزيع والطباعة بالأردن – عمان2012م.
34. الفلسفة الشرقية القديمة:
الطبعة الأولى عن دار المسيرة للنشر والتوزيع والطباعة بالأردن – عمان 2012.م.
35. فلسفة التاريخ – معناها ونشأتها ومذاهبها:
الطبعة الأولى عن دار المسيرة للنشر والتوزيع والطباعة بالأردن – عمان 2012م
36. التفكير الفلسفي – الأسس والمهارات وتطبيقاتها
الطبعة الأولى عن دار الثقافة العربية بالقاهرة 2012م
الطبعة الثانية عن الدار المصرية اللبنانية بالقاهرة 2013م
37. مبادئ التفكير الفلسفي والعلمي للصف الأول الثانوي (بالاشتراك):
صدر عن وزارة التربية والتعليم المصرية، القاهرة 2013م.
38. الدكتور محمد مهران – إنسانا وعالماوفيلسوفا (إعداد وتحرير وتقديم):
صدر عن مركز اللغات والترجمة بجامعة القاهرة – سلسلة الرواد، القاهرة 2013م.
39. تاريخ الفلسفة اليونانية من مظور شرقى-الجزء الثالث- أرسطوطاليس ومذهبه الفلسفي ونظرياته العلمية
الطبعة الأولى عن الدار المصرية اللبنانية بالقاهرة 2013م.
40. تاريخ الفلسفة اليونانية من منظور شرقى-الجزء الرابع-المدارس الفلسفية اليونانية في العصر الهللينستى
الطبعة الأولى عن الدار المصرية اللبنانية بالقاهرة 2013م.
41. الدكتور عبد الغفار مكاوى إنسانا وفيلسوفا وأديبا (إعداد وتحرير وتقديم)
الطبعة الأولى عن الجمعية الفلسفية المصرية)12)، مركز الكتاب للنشر بالقاهرة 2014م.
42. مدخل إلى فلسفة المستقبل[4] الناشر: الدار المصرية اللبنانية، 2021، عدد الصفحات: 213 (ردمك 9789777953078)

### الأبحاث العلمية والدراسات
الأبحاث المنشورة

## الهيئات العلمية التي شارك فيها
- عضو اللجنة الدائمة لترقية الأساتذة والأساتذة المساعدين «تخصص الفلسفة» بالمجلس الأعلى للجامعات بمصر.
- عضو مؤسس الجمعية المصرية للدراسات اليونانية والرومانية.
- عضو مجلس إدارة الجمعية الفلسفية المصرية.
- عضو الجمعية الفلسفية العربية.
- عضو اتحاد الكتاب المصريين.
- عضو اتحاد الكتاب والأدباء العرب.
- عضو الجمعية المصرية لنشر المعرفة والثقافة العالمية.
- رئيس مجلس كلية رياض الأطفال وعضو مجلس جامعة القاهرة سابقا.
- عضو مجلس كلية العلوم الاجتماعية بجامعة 6 أكتوبر من الخارج حاليا.
- عضو مجلس إدارة مركز تنمية الطفولة المبكرة التابع لوزارة التربية والتعليم.
- عضو مجلس إدارة مركز تدريب الأطفال بمدينة نصر التابع لوزارة التربية والتعليم.
- عضو لجنة قطاع الطفولة ورياض الأطفال بالمجلس الأعلى للجامعات.
- عضو لجنة قطاع كليات التربية بالمجلس الأعلى للجامعات سابقاً.
- عضو اللجنة القومية العليا لمشروع تطوير كليات التربية بجمهورية مصر العربية.
- عضو لجنة الموهوبين ولجنة شئون الحضانات بمحافظة الجيزة.
- عضو اللجنة الاستشارية لتطوير التعليم بمحافظة بنى سويف سابقاً.
- عضو اللجنة التنفيذية لمشروع تطوير التعليم بمحافظة بنى سويف سابقاً.
- عضو مجلس كلية الآداب – جامعة القاهرة وعضو مجلس جامعة القاهرة سابقا.
- رئيس مجلس كلية التربية ببني سويف – ومجلس كلية العلوم الاجتماعية بجامعة 6 أكتوبر سابقا.
- عضو لجنة قطاع كليات التربية سابقا.

## الجوائز التي حصل عليها
- جائزة الشيخ مصطفى عبد الرازق للتفوق العلمي.
- جائزة أندريه لالاند للتفوق العلمي.
- جائزة السيدة عصمت قنديل للتفوق العلمي.
- جائزة الدكتور زكي نجيب محمود للتفوق العلمي عن رسالة الدكتوراه.
- جائزة ارستفرون وحرمه للتفوق العلمي في الدراسات اليونانية.
- الجائزة التقديرية لأفضل كتاب لسنة 1999م من مؤسسة الأهرام عن كتاب «ضد العولمة»
- جائزة الـcenter - England –biographical -International والانضمام إلى موسوعة: 2000 outstanding Intellectuals of the 21st Century-CambridgeCB23QPEngland-FirstEdition2002. وقد صدرت الموسوعة متضمنة ملخصاً للسيرة الذاتية والعلمية p. 94
- الجائزة التقديرية لأفضل كتاب سنة 2006 من مؤسسة الأهرام عن كتاب «ثقافة التقدم وتحديث مصر».

## أنشطة علمية متميزة
أدخل الاهتمام بدراسة وتدريس الفكر الشرقي القديم في الجامعات المصرية والعربية حيث أصبح من المقررات الرئيسية في أقسام الفلسفة سواء في كليات الآداب أو في كليات التربية بالجامعات المصرية وبعض الجامعات العربية.
الإشراف على تأسيس مدرسة علمية متميزة لدراسة العلاقة بين الفكر الشرقي القديم والفلسفة اليونانية من خلال تقديم الكثير من الأبحاث والمؤلفات والإشراف على العديد من الرسائل العلمية في هذا المجال.
أدخل الاهتمام بدراسة وتدريس الفلسفة التطبيقية في جامعة القاهرة أثناء رئاسة مجلس قسم الفلسفة بكلية الآداب حيث أشرف على عقد المؤتمر العلمي الدولي الأول بقسم الفلسفة تحت عنوان «الفلسفة التطبيقية لخدمة قضايانا القومية في ظل التحديات المعاصرة» عام 2004 وصدرت أبحاثه في كتاب متميز يحمل نفس العنوان وقدم مشروعا لإنشاء دبلوم دراسات عليا في الفلسفة التطبيقية بدأت الدراسة فيه 2011-2012م، وكذلك قدم مشروعا متكاملا لإنشاء برنامج لدراسة الفلسفة التطبيقية بالتعليم المفتوح وقد بدأت الدراسة فيه 2012-2013م.
تبسيط الفكر الفلسفي ونشره على نطاق واسع من خلال المؤلفات المبسطة كما في مؤلفات «فلاسفة أيقظوا العالم» و «مدخل إلى الفلسفة» و «مدخل لقراءة الفكر الفلسفي عند اليونان» و«التفكير الفلسفي – المبادئ والمهارات ونطبيقاتها» و«التفكير العلمي –الأسس والمهارات وتطبيقاتها».ألخ.
الاهتمام بتحليل قضايا الحياة المعاصرة عن منظور فلسفي تطبيقي كما في مؤلفات «ضد العولـمة» و «في فلسفة الثقافة» و «بين قرنين – معا إلى الألفية السابعة» و «ما بعد العولمة» و «حقوق الإنسان بين الخطاب النظري والواقع العملي» و «ثقافة التقــــدم وتحديث مصر» الخ.
الاهتمام بالفكر المصري وتطوره في مختلف العصور اتجاها إلى التأصيل وتأكيدا للهويـة والإبداع في الحضارة المصرية في مختلف العصور وبدا ذلك في مؤلفات مثل «نحو تأريخ جديد للفلسفة القديمة – دراسات في الفلسفة المصرية واليونانية» و «الفكر الفلسفي في مصر القديمة» و «الخطاب السياسي في مصر القديمة»، وأخيرا سلسلة «أعلام التراث الفلسفي المصري» التي صدر منها ثلاث أجزاء وكتاب «رواد التجديد في الفلسفة المصرية المعاصرة في القرن العشرين».
كتابة أول بحث لكرسي الاسيسكو (المنظمة الإسلامية للعلوم والتربية والثقافة) للحوار وثقافة السلام الذي أنشئ في ديسمبر 2007 بجامعة القاهرة بمناسبة الاحتفال بمئوية الجامعة، وكان بعنوان «التربية على قيم الحوار وثقافة الإسلام في جامعات العالم الإسلامي» وهو قيد النشر بالمنظمة.
رأس لجنة إعداد معايير ومؤشرات المواد الفلسفية ضمن مشروع إعادة هيكلة التعليم الثانوي العام بوزارة التربية والتعليم لمقررات التربية الوطنية للفرقة الأولى والثانية والثالثة الثانوي العام. وكذلك مقررات مبادئ الفلسفة والمنطق – مبادئ التفكير العلمي - فلسفة وتكامل الحضارات – الفلسفة والمنطق للفرق الثلاث. وكذلك إعداد توصيف هذه المقررات ووضع خطة للتنفيذ والتدريب.
وقد بدأ تنفيذ خطة التطوير هذه بالمراجعة العلمية لمقررات التربية الوطنية التي كتبتها لجنة من الوزارة، وكذلك تم تأليف كتاب«مبادئ التفكير الفلسفي والعلمي» المقرر على الفرقة الأولى من الثانوي العام بالاشتراك مع لجنة شكلت من قبل الوزارة وقد صدر في العام الدراسى 2013-2014م.
أسس مركز الدراسات الفلسفية بكلية الأداب – جامعة القاهرة أثناء الفترة الثالثة لرئاسته لقسم الفلسفة 2012-2014م.
قدم مشروعا لتأسيس دبلوم الفلسفة الإسلامية والغربية بقسم الفلسفة بكلية الأداب – جامعة القاهرة في نفس الفترة السابقة.
أسس ورأس تحرير مجلة «ديوجين – مصباح الفكر» المجلة العلمية لقسم الفلسفة بكلية الأداب – جامعة القاهرة التي صدر عددها الأول في يناير 2014م.